# Любослава Русева
Любослава Русева е български журналист и есеист .

## Биография
Любослава Русева е родена на 17 юли 1970 в София и е завършила славянска филология в Софийския университет „Св. Климент Охридски“ . Внучка е на сатирика Петър Незнакомов и на актрисата Люба Алексиева.
През годините е работила във в. „Стандарт“, в. „Новинар“ и в. „Дневник“ като колумнист и политически наблюдател. Била е зам.-главен редактор и анализатор на сп. „Тема“, както и коментатор във в. „Гласове“ .
Понастоящем пише за сайта „Редута“ и е главен редактор на издателство „Прозорец“.
Любослава Русева дълго време е един от най-четените коментатори и анализатори във в. „Дневник“, но след спор със собствениците на вестника е принудена да напусне.

## Награди
Има 2 награди за публицистика – „Паница“ (2002) и „Димитър Пешев“ (2009) .